# Frederick Bakewell
Frederick Collier Bakewell (29 de septiembre de 1800 – 26 de septiembre de 1869) fue un físico inglés que mejoró el concepto de máquina duplicadora o facsímil, introducido por Alexander Bain en 1842, e hizo una demostración de una versión de laboratorio de la máquina en la Gran Exposición de Londres en 1851.

## Biografía
Frederick Bakewell nació en Wakefield, West Yorkshire. Más tarde se mudó a Hampstead, Middlesex, donde vivió hasta el día de su muerte. Se casó con Henrietta Darbyshire y tuvo dos hijos, Robert y Armitage.

## Telégrafo de imagen
El “telégrafo de imagen” de Bakewell tenía muchas de las características de las modernas máquinas facsímil. Reemplazó el péndulo del sistema de Bain con rotación de cilindros sincronizados. 
Este sistema implicaba tener que escribir o dibujar en una lámina de metal con una tinta aislante especial; la lámina se envolvía al cilindro y este giraba poco a poco como el mecanismo de un reloj. Una aguja de metal, impulsada por una tuerca, viajaba a través de la superficie del cilindre, que también giraba. Cada vez que la aguja atravesaba la tinta aislante, el corriente que iba de la lámina a la aguja era interrumpido.
El problema principal de la máquina de Bakewell era la dificultad de mantener los dos cilindros sincronizados y asegurarse de que transmitieran y recibieran la aguja en el mismo punto de la lámina y al mismo tiempo. A pesar de estos problemas, la máquina de Bakewell llegó a transmitir escritura a mano y dibujos lineales simples a través de los cables del telégrafo. No obstante, el sistema nunca llegó a ser comercial. Más tarde, en 1861, el sistema fue mejorado por el italiano Giovanni Caselli. Este consiguió utilizarlo para enviar mensajes en escritura manual de la misma forma que fotografías con su Pantelégrafo. Introdujo el primer servicio de telefax comercial entre París y Lyon 11 años antes del invento del teléfono.

## Otros trabajos
Además de su trabajo en la transmisión facsímil, Bakewell adquirió las patentes de muchas otras invenciones. También escribió textos sobre física y fenómenos naturales. 